# Girvas
Vodopády Girvas jsou vodopády na kaskádě řeky Suna v Karelské oblasti v Rusku. Před dostavením hráze Paleozjorské vodní elektrárny patřily k nejmohutnějším vodopádům v Rusku i v Evropě.

## Geografická charakteristika
Říční síť úmoří severního Baltu od východní části Švédska po ruskou Karélii je charakteristická rovnoběžnými toky severoseverozápadního směru, přerušovanými úzkými jezery stejné směrové orientace. Řeky často překonávají prahy vytvořené rozrušením morénových valů. Stejně se chová i řeka Suna, ústící do Oněžského jezera. Ve své cestě při prudkém toku a častém překonávání prahových překážek naráží asi 50 km od ústí na hradbu vyvolanou unikátním geologickým útvarem, zvaným vulkán Girvas

## Vulkán Girvas
Z hladiny prvohorního oceánu nad pevninskou krou dnešní Karélie čněly ojedinělé činné sopky, jejichž lávové stěny byly po vychladnutí a erozním zhroucení zcela a mocně překryty prvohorními sedimenty. Jedním z největších vulkánů tohoto období byla sopka, jejíž stěna v současné geologické době ojediněle proráží hřbet ordoviku v hustě zalesněné oblasti na sever od propadliny, vyplněné vodou Oněžského jezera. Stáří materiálu tohoto útvaru se odhaduje na 2 až 2,5 miliardy let. Geologům nebyla přítomnost tak starého materiálu na povrchu Karélie dlouho známa a nebyla ani předpokládána. Teprve odhalení řečiště řeky Suna po vybudování Paljeozerské elektrárny podalo první signály o tom, že se jedná o zbytky kráteru jednoho z nejstarších vulkánů na povrchu země vůbec. Název dostal po vodopádech, které vznikly na jeho povrchu činností řeky Suna. Slovo je odvozeno od karelského „hirvas“ – los, zřejmě právě pro velikost tohoto zvířete.

## Vodopády Girvas

### Původní vodopád (Starý Girvas)
Řeka Suna proráží prekambrickou horninu charakteristickým úzkým korytem s kolmými stěnami o šířce kolem deseti metrů na délce přes 60 m při celkovém převýšení 14.8 m. Nejvyšší výšku kolmého stupně nelze zcela jednoznačně určit pro kaskádovitý charakter a lze ji odhadnout kolem jednoho metru. Vzhledem k průměrnému průtoku kolem 60 m3/s s běžnými maximy kolem desetinásobku průměru představoval vodopád přitažlivý objekt. Spolu s vodopádem Poor -Porog, který se nalézá asi 4 km pod vodopádem Girvas, tvořily přitažlivé divadlo v zalesněném, málo obydleném kraji. Voda, protékající kaňonem Girvas napájí po dalších 25 km i nejslavnější vodopády v Karélii, vodopády Kivač.
Mezi nejznámější návštěvníky a milovníky vodopádů patřil Sergej Prokudin Gorskij a Ivan Ivanovič Šiškin. Po výstavbě hráze, zadržující a směřující vodu pro turbíny Paljeozerské a Kondopožské vodní elektrárny se z mocných vodopádů stalo vyschlé řečiště, naplněné pouze při velkých vodách o průtocích, převyšujících hltnost kaskády Sunských vodních elektráren.

### Nový Girvas
Jako přepadového pole vedle elektrárny byla použita stěna vulkánu. Přepouštěná voda tak teče nejen starým korytem historických vodopádů Girvas, ale, a to většinou, po stěně vulkánu při tělese elektrárny. Vzniklý umělý vodopád nese název Nový Girvas či Vulkán Girvas. Hrází elektrárny prochází silnice v celé její délce. Původní vodopád i Nový Girvas jsou tedy stejně snadno dostupné, z provozních důvodů je více vody přepouštěno přelivem vedle elektrárny, jehož výška je oproti historickému vodopádu dvojnásobná. Větší turistický zájem tak vykazuje Nový Girvas.

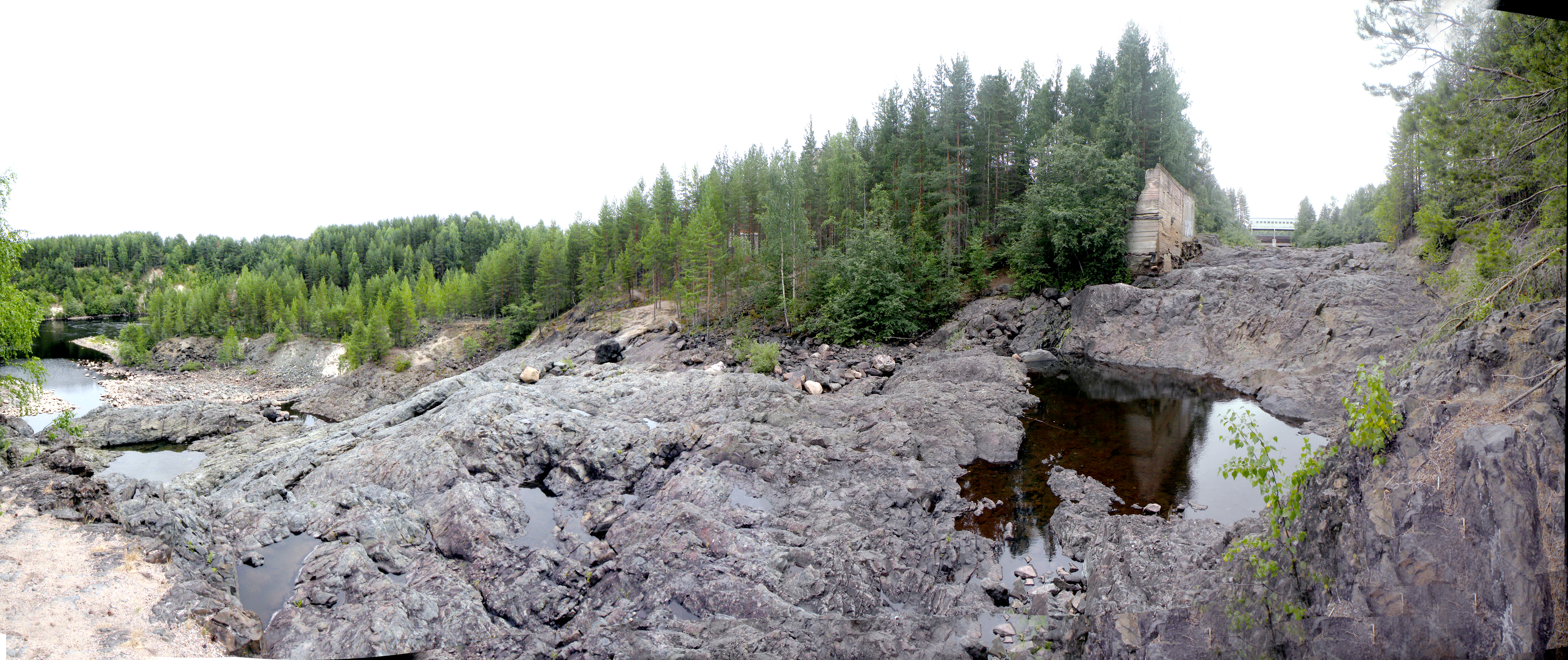
Nový Girvas - Stěna vulkánu, sloužící jako přeliv elektrárny, čeká na velkou vodu.

## Průtokové poměry
Celková hltnost turbín Paljeozerské vodní elektrárny je 87 m3/s a celková hltnost turbín pod ní ležící Kondopožské elektrárny je 110,2 m3/s. Vyšší spotřeba dolní elektrárny pak předurčuje častější používání přelivu Nový Girvas. Běžné jarní maximum činí sedminásobek průměrného průtoku. Průměrný roční nadbytek, který turbíny elektráren nemohou zpracovat je 73 milionů m3, pro případ dvěstěleté vody je historické koryto řeky připraveno pro převedení vody přes 600 m3/s. O počátku přepouštění pravidelně a s dostatečným předstihem informují místní média.